# Full Metal Panic!
Full Metal Panic! (яп. フルメタル・パニック!) — цикл фантастичних ранобе Шьоджі Ґато, що містять як елементи меха, так і комедії. За межами Японії краще відомі його аніме- та манґа-адаптації.

## Сюжет
Світ FMP! є альтернативною реальністю і помітно відрізняється від нашого — в ньому продовжує існувати СРСР — мілітаризована соціалістична імперія, на чолі з компартією, а КДБ активно працює проти інших держав. Існує велика кількість терористичних угрупувань, що полюють за військовими технологіями і зброєю масового ураження. КДБ СРСР теж використовує терористів в своїх цілях.
У бойових діях використовуються «АС» — людиноподібні роботи, керовані людиною-пілотом. Технології, використані в новітніх військових розробках (так звані «чорні технології»), отримані людством від небагатьох так званих «обраних», в чиїй пам'яті вони присутні від народження. Самі обрані, як правило, не підозрюють про те, що вони носять в собі. За обраними йде полювання — їх намагаються захопити терористи і КДБ.
Всесвітня недержавна організація «Міфріл» бореться з тероризмом і, крім цього, прагне по можливості охороняти носіїв «чорних технологій», не допускаючи попадання їх в руки терористів. Сам «Міфріл» активно використовує «чорні технології» — він має АС, що перевершують радянські розробки, його бойові машини і транспорт оснащені системою невидимості. Один з бойових підрозділів «Міфрілу» — підводний човен «Туата Де Данаан», під командуванням капітана Терези Тестаросси — кавайної шістнадцятилітньої дівчини, однієї з обраних, яка сама спроектувала цей корабель і керувала його будівництвом.
Трьом бійцям «Міфріла» — старшому сержантові Меліссі Мао, сержантові Курцу Веберу і сержантові Саґарі Соске наказують охороняти одну з обраних — школярку Канаме Чідорі. Саґара відправляється в школу під виглядом школяра (він приблизно підходящого віку), щоб безпосередньо охороняти дівчину, а Мао і Вебер забезпечують підтримку. Робота Саґари виявляється складною: він повинен постійно бути напоготові, при цьому йому не можна розкриватися перед дівчиною, яка не підозрює про свої здібності і небезпеку, яка їй загрожує. Проблеми створює і те, що Саґара, з дитячих років знав тільки війну та армію і ніколи не вчився в звичайній школі, не знає, як правильно поводитися в такій обстановці. Він постійно здійснює недоречні вчинки і накликає на себе гнів вчителів, однокласників і самої Канаме. Лише у критичних ситуаціях Саґара може проявити себе, і тут він, як правило, виявляється на висоті.

## Персонажі

Персонажі серіалу Full Metal Panic

Соске Саґара 
Соске Саґара — шістнадцятилітній хлопець. Середнього зросту, худорлявий, з темним, розкуйовдженим і погано підстриженим волоссям, на лівій щоці — хрещатий шрам. Не зважаючи на юний вік, Саґара — повністю підготовлений професійний солдат з величезним бойовим досвідом. Побував в багатьох «гарячих точках» по всьому світу. Все його життя пройшло на війні або ж у військовій підготовці, він блискуче володіє зброєю, військовою технікою, навчений рукопашному бою. Звання — сержант. Безпосередній начальник — старший сержант Мелісса Мао.
Вкрай погано орієнтується в мирному житті, не уявляє собі життя звичайних «мирних» однолітків, не має ніякого досвіду романтичних стосунків з дівчатами. Навіть замість «так» він зазвичай говорить «так точно».

Любить японські страви, зовсім не вживає спиртного, оскільки «алкоголь руйнує нервові клітини». У вільний час любить рибалити, але книжки читає тільки на військову тематику.
Опинившись в ролі школяра Саґара із самого початку повівся дивно, з точки зору однолітків, про нього склали думку як про «армійського отаку». Вчитися Саґарі непросто, його головні «вороги» — «кобун» (література) та історія Японії.

З часом Саґара прив'язується до Канаме, йому стає небайдуже її ставлення до нього, але на романтику залишається мало часу — постійно доводиться або випробовувати на собі характер дівчини, або рятувати їй життя, або відправлятися кудись воювати. В цілому, Саґара зі своєю військовою «непробивністю» виявляється єдиним, хто здатен будувати з Чідорі близькі відносини. 
Додатково:
- - Зріст: 174 см
  - Вага: 66 кг
  - Група крові: A (2)

Сейю: Томокадзу Секі
Канаме Чідорі. 
 (ім'я перекладається як «кульова блискавка») Шістнадцятилітня симпатична старшокласниця, учениця старшої школи «Джіндай», останній рік навчання. Кмітлива, авторитетна серед однокласників, віце-президент Шкільної Ради. Характер украй запальний, лідер, легко командує, організовує клас, добивається послуху. В той же час легко тривожиться, соромиться показувати свої почуття, ховаючи їх за неприродним сміхом та агресією. 
Навчається успішно, в точних науках — на здібностях, в гуманітарних — за рахунок постійних наполегливих занять. «Слабкий» предмет: географія (вважає, що Женева — столиця Бразилії). Чудово фізично розвинена, член шкільного клубу софтболу (варіант бейсболу), відмінний гравець. 
Любить готувати, особливо японські страви. Вранці у неї знижений тиск. Прокидається насилу. Живе одна — мати померла 3 роки тому. Про батька відомостей немає. 
Канаме дуже популярна, але у неї немає хлопця — в школі її побоюються через характер. 
Додаткові дані:
- - Зріст: 166 см
  - Вага: 50 кг
  - Група крові: B (третя) 
Біографія
  - Грудень, 1984 — народилася в Токіо, Японія.
  - Травень, 1992 — невеликий інцидент — втекла з дому. Була зареєштрована поліцією «Іцуміґава» і наступного дня повернена додому.
  - Липень, 1993 — займає 1-е місце в дитячому змаганні з плавання «Тефу».
  - Серпень, 1994 — переїздить з сім'єю до Нью-Йорка, США.
  - Жовтень, 1996 — займає 2-е місце в змаганні з тенісу «Оранж Каунті Трек».
  - Травень, 1998 — повертається з сім'єю в Токіо і вступає до державної школи «Юніор».
  - Серпень, 1998 — мати Канаме, Шіцу Чідорі, помирає від раку.
  - Квітень, 2001 — вступає до приватної школи «Джіндай».

Сейю: Сацукі Юкіно
Тереза «Теса» Тестаросса 
 Капітан підводного човна «Туата де Данаан». Має звання полковника. Кавайна шістнадцятилітня дівчина з попелястим волоссям і великими сірими очима. Вундеркінд. Багато в чому виглядає як протилежність Канаме — слабка, зовсім не спортивної статури, дуже скромна, постійно запинається і падає на рівному місці. Але, так само як і Канаме, дуже здібна до точних наук. Народилася на Американському Східному Узбережжі, подорожувала по всьому світу разом з сім'єю. У неї є старший брат Леонард, але стосунків з ним воне не підтримує. Теса не любить говорити про брата, але дуже поважає його за інтелектуальні здібності.

Як організатор і керівник вона відмінно підготована і дуже здібна, як командир підводного човна в бойовій обстановці — просто незамінна, оскільки краще за всіх відчуває корабель, знає і уміє використовувати усі його можливості. Проте за нею усе ще наглядають досвідчені офіцери Андрій Калінін і Річард Мардукас.

Теса добре знає собі ціну і пишається своїми здібностями і досягненнями. Її особливість і слабкість — «комплекс відмінника»: дівчина категорично не може визнати, що чогось не може або не вміє, при одному припущення про нездатність до чого-небудь вона виходить з себе і готова подолати будь-які труднощі, щоб довести зворотне. 
Додатково:
- - Зріст: 158 см
  - Вага: 45 кг
  - Вік: 16 років
  - Група крові: A (2)

Сейю: Юкана
Мелісса Мао 
Молода жінка середнього зросту, з чудовою спортивною фігурою, чорним, коротко підстриженим волоссям і карими очима. Старший сержант «Міфрілу», досвідчений солдат. Володіє всіма видами зброї, рукопашним боєм, пілотує АС. Палить, п'є пиво. Поза службою виступає в ролі старшої подруги Теси, знає про капітана все, ставиться до неї як до молодшої сестрички, яку слід любити та захищати. При цьому трохи заздрить її розуму, здібностям та кар'єрі Теси, а також її підлітковій упевненості в можливість змінити світ.
Курц Вебер 
Худорлявий блакитноокий блондин вище середнього зросту, з довгим волоссям, мазун. На декілька років старше Саґари. Солдат з багатим бойовим досвідом, сержант «Міфрілу», пілот АС. Прекрасний снайпер, віддає перевагу бою на дальній дистанції, в рукопашній і з холодною зброєю не такий сильний. Красень та бабій, упевнений в своїй привабливості, з дівчатами поводиться дещо розбещено, чим вони не завжди задоволені. Любить повеселитися, може влаштувати не цілком коректний розіграш. З Саґарою тримається трохи зверхньо, Мао називає «сестричкою», постійно намагається з нею фліртувати, за що нерідко отримує армійським черевиком по фізіономії.

## Структура сезонів
Події фільмів розвиваються впродовж трьох сезонів. Перший і третій створюють і підтримують основну сюжетну лінію, а другий (Full Metal Panic: Fumoffu) має самопародійний характер і, в основному, присвячений адаптації Саґари в мирному житті.

### Сталева тривога
Серіал показує першу частину історії. На DVD 24 серії поділено на п'ять «місій» по п'ять серій в кожній (остання — чотири), відповідно до розподілу серій по дисках.

### Full Metal Panic? Fumoffu!
Другий сезон серіалу (як і подальші) випущений іншою компанією, створювався іншим режисером. За характером «Фумоффу» сильно відрізняється від першого сезону, являє собою майже пародією на «Сталеву тривогу». З сюжету повністю виключена вся «бойова» складова, що стосується роботів «Міфрілу», боротьби з терористами і КДБ. Весь час віддано «шкільній» темі: показу в комедійному світлі навчання Саґари Сосуке в школі, його звиканню до реалій мирного життя, одночасно з адаптацією школярів, перш за все, Чідорі Канаме, до співіснування з таким незвичайним однокласником. У двох серіях в сюжеті з'являється Теса, але не в звичній за першим сезоном ролі капітана і командира підрозділу, а як школярка і звичайна закохана дівчина.

### Full Metal Panic! The Second Raid
Третій сезон продовжує основну сюжетну лінію фільму. «Міфріл» робить свою звичайну справу, протидіє терору і екстремізму, допомагає гасити локальні конфлікти. Схоже, Чідорі Канаме вже нічого не загрожує, і командування дедалі більше задається питанням: який сенс тримати біля дівчини Саґару, який потрібний для бойової роботи і випробувань «Арбалеста»? Головні герої тим часом закінчують школу. Саґара вперше замислюється: Що ж він робитиме далі? Яким він хоче бачити своє майбутнє?
У третьому сезоні знову з'являються бойові сцени. Війна показана жорстоко і натуралістично. Більше не згадується про СРСР і КДБ, війна йде з терористами, зате у «Міфріла» виявляється гідний суперник: організація «Амальгама», одним з керівників якої є, як виявляється, Леонардо Тестаросса — брат Теси.
Ця частина серіалу детальніше розкриває минуле Саґари, Теси і Мелісси Мао. У декількох серіях показана службова діяльність Теси, її взаємини з командуванням «Міфрілу». З нових персонажів цікава пара сестер-бойовиків Юй Фан і Юй Лан — дівчата, ровесниці Саґари, виховані як досконалі вбивці-професіонали. Вони і Саґара втілюють два різних варіанту долі, дві можливості: «діти війни», що почали з одного і того ж, стають дуже різними. Саґара, якого знайшов Калінін, виріс нормальною людиною, нехай і дивакуватим; сестри не зберегли нічого людського, окрім хіба що любові одна до одної.

### Full Metal Panic! The Second Raid OVA
Односерійний фільм описує один незвичайний день Терези Тестаросси на базі «Туата де Данаан». Дія відбувається хронологічно після подій третього сезону серіалу. «Данаан» стоїть в доці, екіпаж займається десь поточними справами, на базі затишшя. Напередодні Теса чомусь в напівсні бродила безлюдною базою і човном і врешті-решт в одній білизні прийшла в ангар, де поряд з «Арбалестом» її коханий Саґара тренувався у вирішенні тактичних завдань. У цей момент дівчина прокинулася і, збентежена, втекла.